# بزرگراه ۹۷ کانادا
بزرگراه ۹۷ کانادا (به انگلیسی: British Columbia Highway 97) مشهور به کاریبو (به انگلیسی: Cariboo Highway)، نام یک بزرگراه در بریتیش کلمبیا در کانادا است، و در نزدیکی شهر پرنس جرج، بریتیش کلمبیا واقع شده است.